# Kęstutis Daukšys

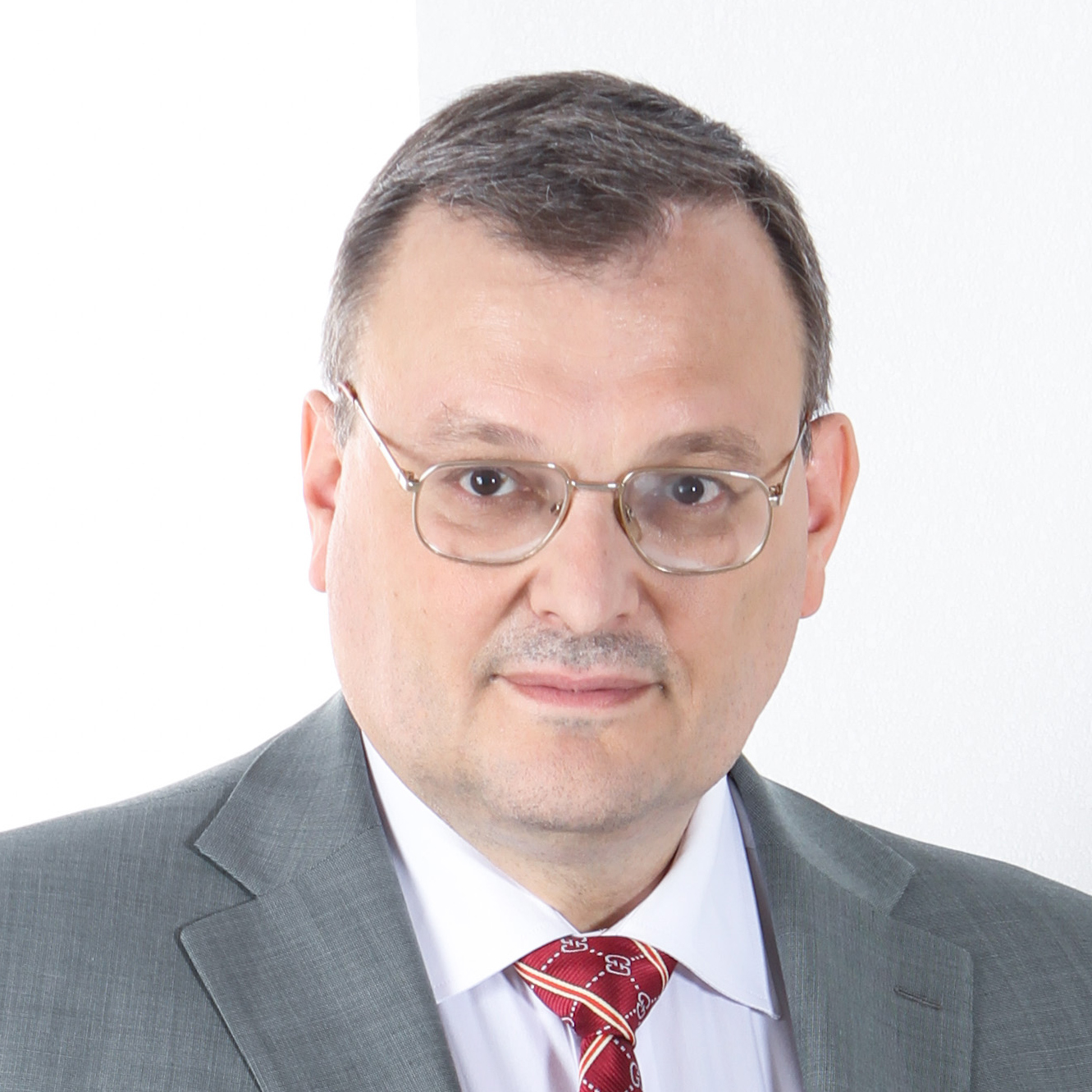
Kęstutis Daukšys

Kęstutis Daukšys (* 31. Januar 1960 in Alytus) ist ein litauischer Manager und Politiker.

## Leben
Nach dem Abitur von 1967 bis 1978 an der 5. Mittelschule Alytus absolvierte er von 1978 bis 1983 das Diplomstudium an der Fakultät für Industriewirtschaft der Vilniaus valstybinis universitetas und von 1989 bis 1990 Marketingkurse am Plechanow-Institut in Moskau. Von 1987 bis 1989 leistete er den Sowjetarmeedienst. Von 1990 bis 1995 war er Direktor von UAB „Balticum“, von 1998 bis 2004 Generaldirektor und Vorstandsvorsitzende von AB „Kilimai“. 2004 war er Mitglied im Seimas, von 2005 bis 2006 Wirtschaftsminister im Kabinett Brazauskas II.
2006 war er Vorsitzender der Darbo partija.

## Quelle
- 2008 m. Lietuvos Respublikos Seimo rinkimai - Koalicija Darbo partija + jaunimas - Iškelti kandidatai

| Personendaten    | Personendaten                     |
| ---------------- | --------------------------------- |
| NAME             | Daukšys, Kęstutis                 |
| KURZBESCHREIBUNG | litauischer Manager und Politiker |
| GEBURTSDATUM     | 31. Januar 1960                   |
| GEBURTSORT       | Alytus                            |